# Alosterna perpera
Alosterna perpera är en skalbaggsart som beskrevs av Aleksandr Sergeievich Danilevsky 1988. Alosterna perpera ingår i släktet Alosterna och familjen långhorningar. Inga underarter finns listade i Catalogue of Life.